# Mbolatiana Ramanisa
Mbolatiana Ramanisa, née le 20 mai 1982, est une nageuse malgache.

## Carrière
Mbolatiana Ramanisa pratique la natation au plus haut niveau de 1994 à 1999.
Elle remporte la médaille d'argent du 50 mètres nage libre aux Championnats d'Afrique de natation 1998 à Nairobi. Aux Jeux africains de 1999 à Johannesbourg, elle termine cinquième du 50 mètres nage libre.
Elle participe au 50 mètres nage libre des Jeux olympiques d'été de 2000 à Sydney, sans atteindre de finale.